# Pararoncus oinuanensis
Espèce
Synonymes
- Roncus troglophilus oinuanensis Morikawa, 1957

Pararoncus oinuanensis est une espèce de pseudoscorpions de la famille des Syarinidae.

## Distribution
Cette espèce est endémique du Japon.

## Systématique et taxinomie
Cette espèce a été décrite sous le protonyme Roncus troglophilus oinuanensis par Morikawa en 1957. Elle est élevée au rang d'espèce et placée dans le genre Pararoncus par Ćurčić en 1979.

## Étymologie
Son nom d'espèce, composé de oinuan[a] et du suffixe latin -ensis, « qui vit dans, qui habite », lui a été donné en référence au lieu de sa découverte, Oinu-ana.

## Publication originale
- Morikawa, 1957 : Cave pseudoscorpions of Japan (II). Memoirs of Ehime University, Sect. II, sér. B, vol. 2, p. 357-365.